# Hannah Cloke

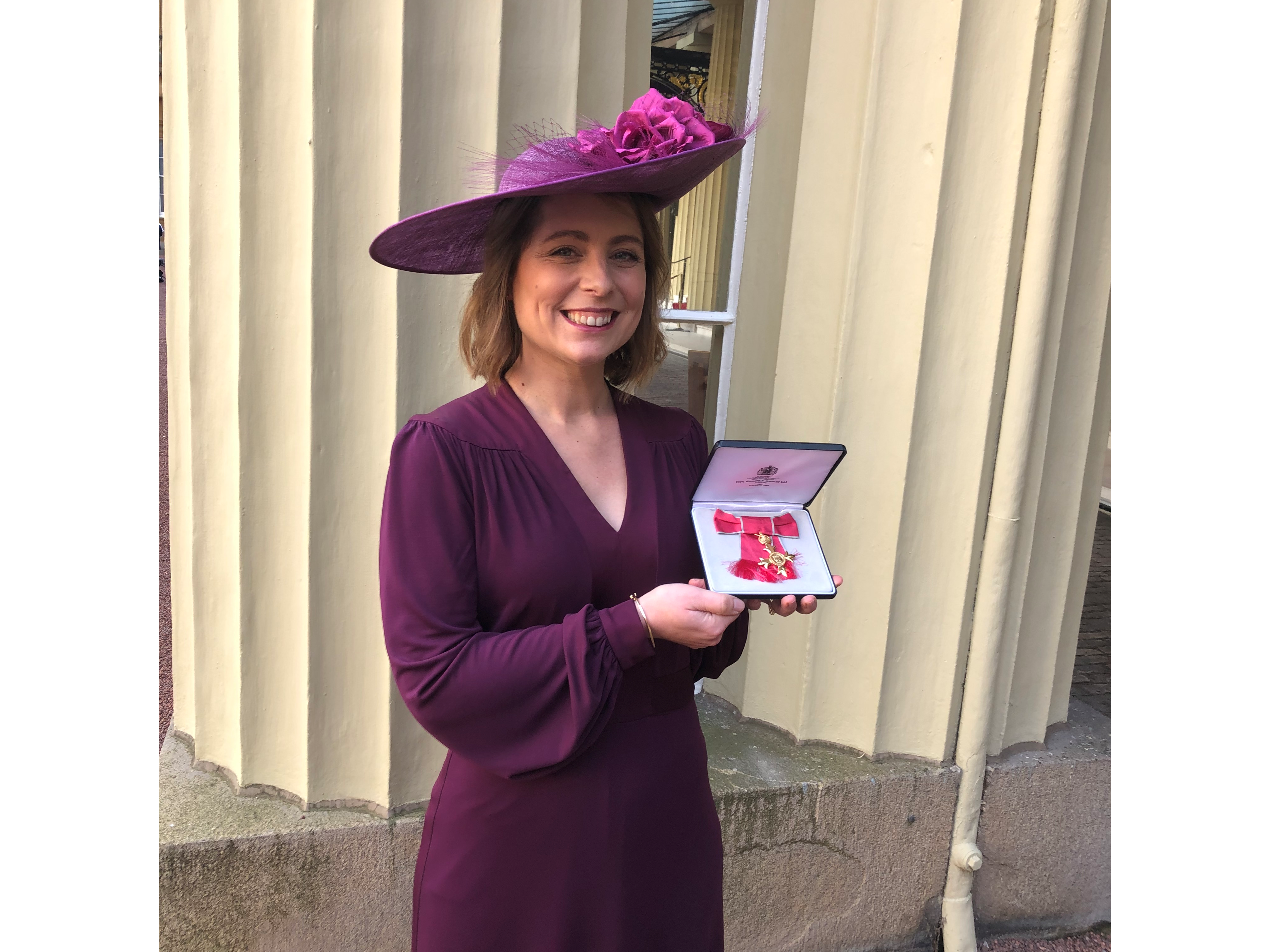
Cloke im Buckingham-Palast

Hannah Louise Cloke, OBE ist eine britische Hydrologin und Professorin für Hydrologie an der University of Reading.

## Werdegang
Cloke studierte Geographie an der Universität Bristol. Sie machte 1999 ihren Bachelor-Abschluss und promovierte erfolgreich 2003. Anschließend arbeitete Cloke an der Gemeinsamen Forschungsstelle in Ispra (Italien), wo sie zum Aufbau des Europäischen Hochwasserwarnsystems einen Beitrag leistete. Diese wurde in Folge der Hochwasser in Mitteleuropa 2002 ins Leben gerufen. Ziel ist es dabei anhand meteorologischer und hydrologischer Daten und mit Computer-Modellen Überschwemmungen und Sturzfluten vorherzusagen. Seit 2012 ist sie Professorin für Hydrologie. Daneben berät sie u. a. Länder und Politiker zum Thema Flutwarnung und Überschwemmung.
Ihr h-Index lag mit Stand Juli 2021 bei 42.

## Auszeichnungen
Cloke wurde 2018 mit der Plinius-Medal der European Geosciences Union (EGU) ausgezeichnet und 2019 zum Officer des Order of the British Empire (OBE) ernannt.